# Walther von Wartburg
Walther von Wartburg (-Boos), né le 18 mai 1888 à Riedholz, dans le canton de Soleure, en Suisse et mort le 15 août 1971 à Bâle, est un philologue et lexicographe suisse.

## Biographie
Après des études à l'université de Berne, à l'université de Zurich, à l'université de Florence et à la Sorbonne, il soutient en 1912 sa thèse de doctorat : « Die Ausdrücke für die Fehler des Gesichtsorgans in den romanischen Sprachen und Dialekten », puis en 1918 son habilitation : « Zur Benennung des Schafes in den romanischen Sprachen » (« La dénomination du mouton dans les langues romanes », 37 pages). En 1921 il devient Privatdozent à Berne. Il travaille ensuite à Lausanne, puis enseigne, de 1929 à 1939 à l'université de Leipzig. De 1940 à 1959, il est professeur de philologie française à l'université de Bâle.
Son chef-d'œuvre est sans aucun doute son Dictionnaire étymologique du français (dont le titre original allemand est le Französisches Etymologisches Wörterbuch).

## Distinctions
- Docteur honoris causa de l'université de Lausanne
- Docteur honoris causa de l'université de Leeds
- Ordre allemand Pour le Mérite pour les sciences et les arts (1963)

## Ouvrages

### Monographies
- 1912 : Die Ausdrücke für die Fehler des Gesichtsorgans in den romanischen Sprachen und Dialekten : Eine semasiologische Untersuchung. Thèse de doctorat, université de Zürich. Revue de dialectologie romane, no 3 (1911) et no 4 (1912) ; éd. intégrale, Hambourg, Soc. Intern. de Dialectologie Romane, 1912.
- 1918 : Zur Benennung des Schafes in den romanischen Sprachen : ein Beitrag zur Frage der provinziellen Differenzierung des spätern Lateins. Thèse d'habilitation, Berne. Berlin, Akademie der Wissenschaften / G. Reimer.
- 1922-2002 : Französisches Etymologisches Wörterbuch, eine Darstellung des galloromanischen Sprachschatzes, Bâle, Presses universitaires de Bâle.
- 1930 : Der Einfluß der germanischen Sprachen auf den französischen Wortschatz, discours inaugural délivré à l'occasion de sa prise de fonctions à l'université de Leipzig.
- 1932 : Das Ineinandergreifen von deskriptiver und historischer Sprachwissenschaft, Leipzig, Hirzel.
- 1932 : avec Oscar Bloch, Dictionnaire étymologique de la langue française, Paris, PUF.
- 1934 : Évolution et structure de la langue française, Berne, A. Francke.
- 1934 : Bibliographie des dictionnaires patois galloromans, Genève, Droz ; dans les dernières éditions avec Hans-Erich Keller et Robert Geuljans ; nouv. éd. entièrement revue et mise à jour, 1969, portant le titre : Bibliographie des dictionnaires patois galloromans (1550-1967).
- 1939 : Die Entstehung der romanischen Völker, Halle-sur-Saale, Max Niemeyer.
  - Traduction française : Origines des peuples romans, trad. par Claude Cuénot de Maupassant, Paris, PUF, 1941.
- 1943 : Einführung in die Problematik und Methodik der Sprachwissenschaft, Halle-sur-Saale, M. Niemeyer ; 2e éd. avec Stephan Ullmann.
  - Traduction française : Problèmes et méthodes de la linguistique, trad. par Pierre Maillard, Paris, PUF, 1946.
- 1946 : Raccolta di testi antichi italiani, Berne, A. Francke.
- 1947 : avec Paul Zumthor, Précis de syntaxe du français contemporain, Berne, A. Francke.
- 1950 : Die Ausgliederung der romanischen Sprachräume. Stuttgart, Francke.
  - Traduction française : La fragmentation linguistique de la Romania, éd. revue et augmentée, trad. par J. Allières et G. Straka, Paris, Klincksiek, 1967.
- 1952 : avec R. Hallig, Begriffssystem als Grundlage für die Lexicographie Versuch eines Ordnungsschemas / Système raisonné des concepts pour servir de base à la lexicographie ; essai d'un schéma de classement, Berlin, Akademie-Verlag ; nouv. éd. augmentée, 1963.

### Traductions
- (avec sa femme Ida von Wartburg-Boos) Die Göttliche Komödie : Aus dem Italienischen übersetzt von Ida und Walther von Wartburg. Kommentiert von Walther von Wartburg, Zurich, Manesse, 1963.

### Direction d’ouvrages
- Von Sprache und Mensch : Gesammelte Aufsätze, Berne, Francke, 1956.

### Dossiers de revue
- Umfang und Bedeutung der germanischen Siedlung in Nordgallien im 5. und 6. Jahrhundert im Spiegel der Sprache und der Ortsnamen, dossier de la revue Vorträge und Schriften (Deutsche Akademie der Wissenschaften zu Berlin), 1950, no 36 (Berlin, Akademie-Verlag).
- Die griechische Kolonisation in Südgallien und ihre sprachlichen Zeugen im Westromanischen, dossier de la revue Zeitschrift für romanische Philologie, 1953, vol. 68, no 1 et 2 (Tübingen, Niemeyer).